# International Foot-Ball Club
International Foot-Ball Club foi um clube de futebol com sede em Curitiba, no Estado do Paraná, fundada em 22 de maio de 1912 por membros da sociedade curitibana no Jockey Club Paranaense e liderados por Joaquim Américo Guimarães.

## História
Em 1912, Joaquim Américo alugou a Chácara dos Hauer com intenção de fazer ali um campo para o International jogar. No ano seguinte iniciou-se a construção do campo do International, nos arrabaldes da Baixada do Água Verde, sendo estes os detalhes para o apelido de Baixada ao estádio da Arena da Baixada.
Em 21 de dezembro de 1913, o International inaugurou oficialmente a Baixada jogando contra o Paranaguá. O time da capital venceu a partida pelo placar de 3 a 0.
O clube utilizava camisa com listras verticais pretas e brancas, calção branco e meias brancas. Foi o primeiro campeão paranaense em 1915.
Em 1924, após oito participações no Campeonato Paranaense, o clube fundiu-se com o América Foot-Ball Club e formou o Athletico Paranaense.

## Títulos
| ESTADUAIS  | ESTADUAIS             | ESTADUAIS | ESTADUAIS  |
| Competição | Competição            | Título    | Temporadas |
| ---------- | --------------------- | --------- | ---------- |
|            | Campeonato Paranaense | 1         | 1915       |

### Campanhas de destaque
| International Foot-Ball Club | International Foot-Ball Club | International Foot-Ball Club | International Foot-Ball Club | International Foot-Ball Club |
| Torneio                      | Campeão                      | Vice-campeão                 | Terceiro colocado            | Quarto colocado              |
| ---------------------------- | ---------------------------- | ---------------------------- | ---------------------------- | ---------------------------- |
| Campeonato Paranaense        | 1 (1915)                     | 2 (1917, 1918)               | 1 (1922)                     | Não tem                      |